# Andrés Román
Andrés Felipe Román Mosquera (Bogotá, D. C.; 5 de octubre de 1995) es un futbolista colombiano. Juega como lateral y su equipo es el Atlético Nacional de la Categoría Primera A de Colombia.

## Formación académica
Antes de lograr su debut como jugador profesional, Román estudió la carrera de entrenamiento deportivo en el Sena.

## Trayectoria

### Millonarios
Llegó a Millonarios en el año 2014 cuando tenía 18 años de edad, proveniente del reconocido Club bogotano de formación deportiva Sporting Cristal, dirigido por el señor Rafael Lesmes en el cual le otorgaron una beca desde su primer momento. Empezó el proceso de divisiones inferiores en el club 'Albiazul', desde las categorías juveniles.
Román tendría su primer acercamiento al primer equipo en 2016, de la mano del técnico argentino Diego Cocca, el lateral jugaría dos partidos amistosos en el mes de octubre ante el Real Santander y el Fortaleza CEIF cubriendo la banda derecha. Para el torneo Torneo Finalización debido a que no cumplía los requisitos para jugar como juvenil en el primer equipo no llegaría a sumar minutos.
A inicios de 2017 fue promovido definitivamente al equipo profesional por el entrenador argentino Miguel Ángel Russo. Debutó el día 27 de mayo en el partido que Millonarios empató 1-1 frente al  Deportivo Cali en desarrollo de la Torneo Apertura 2017, jugó todo el partido. Para el Torneo Finalización 2017 se consagró campeón, tras ganar la final frente a Santa Fe.
Comenzaría el año celebrando su segundo título con el club tras ganar la Superliga de Colombia en condición de visitante al Atlético Nacional. Jugó su primer partido internacional a nivel de clubes el 15 de agosto de 2018 en la goleada 4 por 0 sobre General Díaz por la segunda fase de la Copa Sudamericana 2018. El 18 de mayo de 2019 marca su primer gol como profesional decretando el empate final a un gol en su visita al Deportivo Pasto por los cuadrangulares semifinales.
Tras consolidarse en la titular por pedido del entrenador mundialista Jorge Luis Pinto, el día 31 de julio de 2019 se le es renuevado su contrato con Millonarios hasta diciembre de 2022. Vuelve a marcar el 3 de agosto para darle la victoria a su equipo 2 a 1 frente a Jaguares de Córdoba, vuelve y marca el 12 de octubre abriendo el marcador para la derrota final 1-2 en casa contra el América de Cali.
El 19 de noviembre marca su primer gol del 2020 en el empate a dos goles frente a Alianza Petrolera como visitantes por Copa Colombia, al final caen eliminados en penales. El 4 de diciembre marca el gol de la victoria 3 a 2 como visitantes ante Patriotas Boyacá. 
El 1 de febrero de 2021 marca su primer gol del año en la victoria 4 por 3 sobre Once Caldas. Tras tener un muy buen remate de temporada varios clubes se interesan en él principalmente de Inglaterra y Argentina. El 16 de febrero se anuncia que Millonarios y Boca Juniors llegaron a un acuerdo para la venta del lateral bogotano, luego de rechazar una oferta del club argentino por una salida a préstamo. El mismo día el jugador se despidió de sus compañeros y demás miembros del club, viajando en la noche hacia suelo argentino para finalizar su vinculación con el cuadro 'xeneize'. El 18 de febrero se realiza los chequeos médicos para terminar su contratación, no obstante, debido a la supuesta detección de un problema cardiaco se cancela su paso al club. El futbolista pasaría por una etapa de desacondicionamiento deportivo, al tiempo que su equipo, Millonarios, le realizaba exámenes médicos detallados en el extranjero, los cuales no sólo darían un diagnóstico positivo, sino que también desmentirían los resultados presentados por Boca Juniors. El 13 de julio se informa que el lateral derecho estaba habilitado para regresar a los entrenamientos, pues su condición era la de un corazón de atleta, y no la dicha por los médicos argentinos de Boca Juniors.
Luego de varios meses parado y de haber sido habilitado para volver a la competencia, el 18 de julio regresó a las canchas siendo titular en el debut y victoria en el Torneo Finalización 2021 ante Deportivo Pasto. Vuelve a marcar gol el 19 de septiembre en la victoria 3 por 1 sobre el Atlético Huila, a los siete días marca nuevamente en la derrota 4-3 en su visita a Jaguares de Córdoba, termina el año marcando cuatro goles luego de marcar en el clasico capitalino contra Independiente Santa Fe en la victoria 2 por 0.

### Atlético Nacional
El 15 de julio de 2022, se confirma su llegada a Atlético Nacional como jugador libre al negarse renovar con Millonarios. 

## Selección nacional
El 1 de febrero de 2021 recibió su primer llamado a la Selección Colombia entre los 23 jugadores llamados a un microciclo preparatorio en febrero de ese año. En enero de 2022 fue convocado para un partido amistoso contra Honduras en Estados Unidos. Debutó el 16 de enero de 2022 en la victoria 2 por 1 sobre Honduras en la que ingresó en el segundo tiempo por Yerson Candelo.

### Participaciones enEliminatorias al Mundial
| Eliminatoria                               | Sede del Mundial                | Posición               | Resultado  | PJ | GA | Asis |
| ------------------------------------------ | ------------------------------- | ---------------------- | ---------- | -- | -- | ---- |
| Eliminatorias Mundial de Catar 2022        | Catar                           | 6°lugar 23pts          | Eliminado  | 0  | 0  | 0    |
| Eliminatorias Mundial de Norteamérica 2026 | Estados Unidos, México y Canadá | 6°lugar 22pts          | En disputa | 1  | 0  | 0    |
| Total en Eliminatorias                     | Total en Eliminatorias          | Total en Eliminatorias | 0/1        | 1  | 0  | 0    |

## Estadísticas
| Club                         | Div.          | Temporada     | Liga  | Liga  | Liga   | Copas(1) | Copas(1) | Copas(1) | Internacional(2) | Internacional(2) | Internacional(2) | Total | Total | Total  |
| Club                         | Div.          | Temporada     | Part. | Goles | Asist. | Part.    | Goles    | Asist.   | Part.            | Goles            | Asist.           | Part. | Goles | Asist. |
| ---------------------------- | ------------- | ------------- | ----- | ----- | ------ | -------- | -------- | -------- | ---------------- | ---------------- | ---------------- | ----- | ----- | ------ |
| Millonarios · Colombia       | 1.a           | 2017          | 6     | 0     | 0      | 0        | 0        | 0        | —                | —                | —                | 6     | 0     | 0      |
| Millonarios · Colombia       | 1.a           | 2018          | 17    | 0     | 2      | 2        | 0        | 0        | 3                | 0                | 0                | 22    | 0     | 2      |
| Millonarios · Colombia       | 1.a           | 2019          | 29    | 3     | 3      | 5        | 0        | 0        | —                | —                | —                | 34    | 3     | 3      |
| Millonarios · Colombia       | 1.a           | 2020          | 17    | 1     | 4      | 1        | 1        | 0        | 1                | 0                | 0                | 19    | 2     | 4      |
| Millonarios · Colombia       | 1.a           | 2021          | 25    | 4     | 3      | 2        | 0        | 0        | —                | —                | —                | 27    | 4     | 3      |
| Millonarios · Colombia       | 1.a           | 2022          | 4     | 0     | 0      | 0        | 0        | 0        | 2                | 0                | 0                | 6     | 0     | 0      |
| Millonarios · Colombia       | Total club    | Total club    | 98    | 8     | 12     | 10       | 1        | 0        | 6                | 0                | 0                | 114   | 9     | 12     |
| Atlético Nacional · Colombia | 1.a           | 2022          | 15    | 3     | 1      | 2        | 0        | 0        | —                | —                | —                | 17    | 3     | 1      |
| Atlético Nacional · Colombia | 1.a           | 2023          | 27    | 2     | 3      | 3        | 1        | 1        | 4                | 0                | 2                | 34    | 3     | 6      |
| Atlético Nacional · Colombia | 1.a           | 2024          | 17    | 7     | 2      | 7        | 2        | 0        | —                | —                | —                | 24    | 9     | 2      |
| Atlético Nacional · Colombia | Total club    | Total club    | 59    | 12    | 6      | 12       | 3        | 1        | 4                | 0                | 2                | 75    | 15    | 9      |
| Total carrera                | Total carrera | Total carrera | 157   | 20    | 18     | 22       | 4        | 1        | 10               | 0                | 2                | 189   | 24    | 21     |

## Palmarés

### Títulos nacionales
| Título                | Club              | País     | Año  |
| --------------------- | ----------------- | -------- | ---- |
| Torneo Finalización   | Millonarios       | Colombia | 2017 |
| Superliga de Colombia | Millonarios       | Colombia | 2018 |
| Superliga de Colombia | Atlético Nacional | Colombia | 2023 |
| Copa Colombia         | Atlético Nacional | Colombia | 2023 |
| Copa Colombia         | Atlético Nacional | Colombia | 2024 |
| Torneo Finalización   | Atlético Nacional | Colombia | 2024 |
| Superliga de Colombia | Atlético Nacional | Colombia | 2025 |